# Campeonato europeo de hockey sobre patines masculino de 2004
El XLVI Campeonato europeo de hockey sobre patines masculino se celebró en Francia en 2004, con la participación de ocho Selecciones nacionales masculinas de hockey patines. Todos los partidos se disputaron en la localidad de La Roche sur Yon.

## Equipos participantes
|              |
| Alemania     |
| España       |
| Francia      |
| Inglaterra   |
| Italia       |
| Países Bajos |
| Portugal     |
| Suiza        |

## Fase de grupos

### Grupo A
| Equipo       | Pts | PJ | PG | PE | PP | GF | GC | DG |
| ------------ | --- | -- | -- | -- | -- | -- | -- | -- |
| España       | 5   | 3  | 2  | 1  | 0  | 8  | 3  | +5 |
| Suiza        | 3   | 3  | 1  | 1  | 1  | 9  | 7  | +2 |
| Francia      | 3   | 3  | 1  | 1  | 1  | 7  | 7  | 0  |
| Países Bajos | 1   | 3  | 0  | 1  | 2  | 4  | 11 | -7 |

|              | Bandera de España | Bandera de Suiza | Bandera de Francia | Bandera de los Países Bajos |
| ------------ | ----------------- | ---------------- | ------------------ | --------------------------- |
| España       |                   |                  |                    |                             |
| Suiza        | 1-4               |                  |                    |                             |
| Francia      | 1-3               | 2-2              |                    |                             |
| Países Bajos | 1-1               | 1-6              | 2-4                |                             |

### Grupo B
| Equipo     | Pts | PJ | PG | PE | PP | GF | GC | DG  |
| ---------- | --- | -- | -- | -- | -- | -- | -- | --- |
| Italia     | 6   | 3  | 3  | 0  | 0  | 29 | 6  | +23 |
| Portugal   | 4   | 3  | 2  | 0  | 1  | 25 | 6  | +19 |
| Alemania   | 2   | 3  | 1  | 0  | 2  | 7  | 15 | -8  |
| Inglaterra | 0   | 3  | 0  | 0  | 3  | 3  | 37 | -34 |

|            | Bandera de Italia | Bandera de Portugal | Bandera de Alemania | Bandera de Inglaterra |
| ---------- | ----------------- | ------------------- | ------------------- | --------------------- |
| Italia     |                   |                     |                     |                       |
| Portugal   | 3-5               |                     |                     |                       |
| Alemania   | 1-9               | 1-5                 |                     |                       |
| Inglaterra | 2-15              | 0-17                | 1-5                 |                       |

## Fase Final

### Eliminatorias por el título
|  | Cuartos de final         | Cuartos de final         |          |        | Semifinales              | Semifinales              |       |              | Final                    | Final                    |  |
|  | 16 de septiembre de 2004 | 16 de septiembre de 2004 |          |        | 17 de septiembre de 2004 | 17 de septiembre de 2004 |       |              | 18 de septiembre de 2004 | 18 de septiembre de 2004 |  |
|  |                          |                          |          |        |                          |                          |       |              |                          |                          |  |
|  |                          |                          |          |        |                          |                          |       |              |                          |                          |  |
|  | Suiza                    | 3 (prórr.)               |          |        |                          |                          |       |              |                          |                          |  |
|  | Suiza                    | 3 (prórr.)               |          |        |                          |                          |       |              |                          |                          |  |
|  | Alemania                 | 2                        |          |        |                          |                          |       |              |                          |                          |  |
|  | Alemania                 | 2                        |          | Suiza  | 2                        |                          |       |              |                          |                          |  |
|  |                          |                          |          | Suiza  | 2                        |                          |       |              |                          |                          |  |
|  |                          |                          | Italia   | 9      |                          |                          |       |              |                          |                          |  |
|  | Países Bajos             | 2                        | Italia   | 9      |                          |                          |       |              |                          |                          |  |
|  | Países Bajos             | 2                        |          |        |                          |                          |       |              |                          |                          |  |
|  | Italia                   | 11                       |          |        |                          |                          |       |              |                          |                          |  |
|  | Italia                   | 11                       |          |        |                          |                          |       | Italia       | 2                        |                          |  |
|  |                          |                          |          |        |                          |                          |       | Italia       | 2                        |                          |  |
|  |                          |                          | España   | 4      |                          |                          |       |              |                          |                          |  |
|  | España                   | 15                       | España   | 4      |                          |                          |       |              |                          |                          |  |
|  | España                   | 15                       |          |        |                          |                          |       |              |                          |                          |  |
|  | Inglaterra               | 0                        |          |        |                          |                          |       |              |                          |                          |  |
|  | Inglaterra               | 0                        |          | España | 2                        |                          |       | Tercer lugar | Tercer lugar             |                          |  |
|  |                          |                          |          | España | 2                        |                          |       | Tercer lugar | Tercer lugar             |                          |  |
|  |                          |                          | Portugal | 1      |                          |                          |       |              |                          |                          |  |
|  | Francia                  | 2                        | Portugal | 1      |                          |                          | Suiza | 1            |                          |                          |  |
|  | Francia                  | 2                        |          |        |                          |                          | Suiza | 1            |                          |                          |  |
|  | Portugal                 | 3 (prórr.)               |          |        |                          |                          |       |              | Portugal                 | 2                        |  |
|  | Portugal                 | 3 (prórr.)               |          |        |                          |                          |       |              | Portugal                 | 2                        |  |
|  |                          |                          |          |        |                          |                          |       |              |                          |                          |  |

### 5º al 8º
|  | Eliminatoria del 5º al 8º | Eliminatoria del 5º al 8º |          |         | Partido por el 5º lugar  | Partido por el 5º lugar  |  |
|  | 17 de septiembre de 2004  | 17 de septiembre de 2004  |          |         | 18 de septiembre de 2004 | 18 de septiembre de 2004 |  |
|  |                           |                           |          |         |                          |                          |  |
|  |                           |                           |          |         |                          |                          |  |
|  | Inglaterra                | 2                         |          |         |                          |                          |  |
|  | Inglaterra                | 2                         |          |         |                          |                          |  |
|  | Francia                   | 8                         |          |         |                          |                          |  |
|  | Francia                   | 8                         |          | Francia | 3                        |                          |  |
|  |                           |                           |          | Francia | 3                        |                          |  |
|  |                           |                           | Alemania | 4       |                          |                          |  |
|  | Alemania                  | 5                         | Alemania | 4       |                          |                          |  |
|  | Alemania                  | 5                         |          |         |                          |                          |  |
|  | Países Bajos              | 3                         |          |         | Partido por el 7º lugar  | Partido por el 7º lugar  |  |
|  | Países Bajos              | 3                         |          |         | Partido por el 7º lugar  | Partido por el 7º lugar  |  |
|  |                           |                           |          |         |                          |                          |  |
|  |                           |                           |          |         | Inglaterra               | 5                        |  |
|  |                           |                           |          |         | Inglaterra               | 5                        |  |
|  |                           |                           |          |         | Países Bajos             | 2                        |  |
|  |                           |                           |          |         | Países Bajos             | 2                        |  |
|  |                           |                           |          |         |                          |                          |  |

## Clasificación final
| 1. España       |
| 2. Italia       |
| 3. Portugal     |
| 4. Suiza        |
| 5. Alemania     |
| 6. Francia      |
| 7. Inglaterra   |
| 8. Países Bajos |